# Marduk-apla-usur
Pour les articles homonymes, voir Marduk (homonymie).
Marduk-apla-usur est un roi de Babylone, dont le règne est très mal connu et se situe dans les premières décennies du VIIIe siècle av. J.-C. La date de début de son règne est inconnue, et sa fin se situe vers 770 av. J.-C. On ne sait quasiment rien de ce personnage, qui a régné pendant une période troublée durant laquelle Babylone était plus ou moins soumise à la tutelle du royaume assyrien, tandis que la région de Babylonie était très désunie politiquement. Une chronique dynastique babylonienne et un autre texte écrit contre un roi babylonien postérieur, Nabû-shuma-ishkun, semblent indiquer que Marduk-apla-usur est d'origine chaldéenne. Les tribus chaldéennes, opposées à la domination assyrienne, prennent de plus en plus de pouvoir à cette époque. Eriba-Marduk, qui succède à Marduk-apla-usur sur le trône de Babylone, est assurément l'un d'entre eux.